# گوستاو لیند
گوستاو لیند (سوئدی: Gustav Lindh؛ زادهٔ ۴ ژوئن ۱۹۹۵) بازیگر اهل سوئد است.
از فیلم‌ها یا برنامه‌های تلویزیونی که وی در آن نقش داشته‌است، می‌توان به سرزمین موعود، ملکه قلب‌ها، سواران عدالت، دایره و مرد شمالی اشاره کرد.